# John Bryant-Meisner
John Bryant-Meisner, född 21 december 1994 i Stockholm, är en svensk racerförare.

## Karriär
John Bryant-Meisner började med att köra karting och körde sedan racing 2010, då han fick ett podium i tävlingen Michelin Formula Renault Winter Cup. Han körde då för Korainen Bros. Motorsport. 2014 körde han Formula 3 European Championship för Fortec Motorsports men fick inget podium.